# Способы самоубийства

Способом самоубийства (суицида) называют любые действия, с помощью которых человек совершает самоубийство, намеренно уходя из жизни. Самоубийство не всегда завершается смертью, и неудавшаяся попытка самоубийства может привести к серьезным физическим травмам, долгосрочным проблемам со здоровьем и повреждению мозга, включая вегетативное состояние.
Преобладают три метода самоубийства, характерные для разных стран. Это повешение, отравление пестицидами и огнестрельное оружие. Другие распространённые методы — это прыжок с высоты, передозировка препаратов и утопление.
Решения о самоубийстве часто принимаются импульсивно, и считается, что их можно предотвратить, ограничив доступ к методам суицида. Уменьшение доступности распространенных методов самоубийства ведет к уменьшению количества самоубийств. Некоторые способы сделать это включают изъятие оружия из дома человека, находящегося в группе риска; меры, направленные на борьбу со злоупотреблением алкоголем, и лечение психических расстройств.

## Общая статистика
По статистике самыми летальными способами самоубийства являются: выстрел в себя из огнестрельного оружия, повешение. Отравление лекарствами и другими веществами, перерезание вен представляют собой самые малоэффективные способы, после их использования человек, как правило, выживает.
Повешение является самым распространённым способом самоубийства по всему миру, что объясняется его доступностью и эффективностью. Однако в разных странах оно используется с различной частотой — 70 % мужчин и 60 % женщин в Японии выбрали повешение в качестве способа самоубийства, в то время как в США эти цифры были существенно меньше — 18 % мужчин и 16 % женщин.

## Способы самоубийства и гендерные различия
Женщины по статистике чаще совершают попытки самоубийства, но количество завершённых самоубийств во всём мире (за исключением нескольких стран Азии) значительно выше у мужчин.
Если сравнивать с женщинами, то мужчины, как правило, склонны выбирать более летальные способы самоубийства. Существуют предположения, что для мужчин попытка самоубийства воспринимается как «не мужественная», не соответствующая мужской «нормативной» гендерной роли, и поэтому мужчины выбирают более жестокие и эффективные способы для того, чтобы гарантированно совершить самоубийство. Также отмечают, что женщин больше волнует то, как их тело будет выглядеть после смерти, поэтому они реже выбирают способы, которые заметно уродуют внешний облик.
Одним лишь выбором опасного для жизни способа самоубийства нельзя объяснить высокую смертность мужчин от самоубийств. Даже если женщины и мужчины пользуются одним и тем же способом самоубийства, то мужчины в результате умирают чаще.

## Доступность способов самоубийства
Исследования ВОЗ утверждают, что снижение доступности некоторых способов самоубийства может уменьшить количество спонтанных и импульсивных самоубийств. Речь идёт о таких мерах, как запрет свободной продажи токсичных пестицидов или ограничения на покупку лекарств, опасных для жизни. Остаётся дискуссионным вопрос о том, как влияют такие меры по сокращению доступности способов умерщвления себя на количество запланированных самоубийств, решение о которых было принято под воздействием продолжительных страданий.

## Кровопускание
Лица, планирующие попытку самоубийства или опробующие оружие, чтобы выяснить его эффективность, могут сначала сделать неглубокие порезы, называемые в литературе нерешительными ранами или предварительными ранами (насечками). Часто они представляют собой множественные параллельные надрезы, не носящие смертельного характера.

### Вскрытие вен
Порезы вены впрочем иногда практикуются с целью самовредительства, а не самоубийства, однако если кровотечение обильное и/или бесконтрольное, данные действия вызывают сердечную аритмию с последующей тяжёлой гиповолемией, шок, непроходимость сосудов и/или остановку сердца. В конечном итоге может наступить смерть.
В случае неудавшейся попытки самоубийства человек может пострадать от травмы сухожилий внешних мышц-сгибателей, локтевого или срединных нервов, контролирующих мышцы руки. Эти повреждения могут привести к временному или постоянному снижению чувствительности и/или двигательной способности, а также послужить причиной хронических соматических или вегетативных болей. Как и в случае любого кровотечения с потерей объёма циркулирующей крови более 40 %, требуется агрессивная реанимация, чтобы предотвратить смерть пациента; для предварительной остановки кровотечения применяются стандартные методы оказания первой помощи.

## Утопление

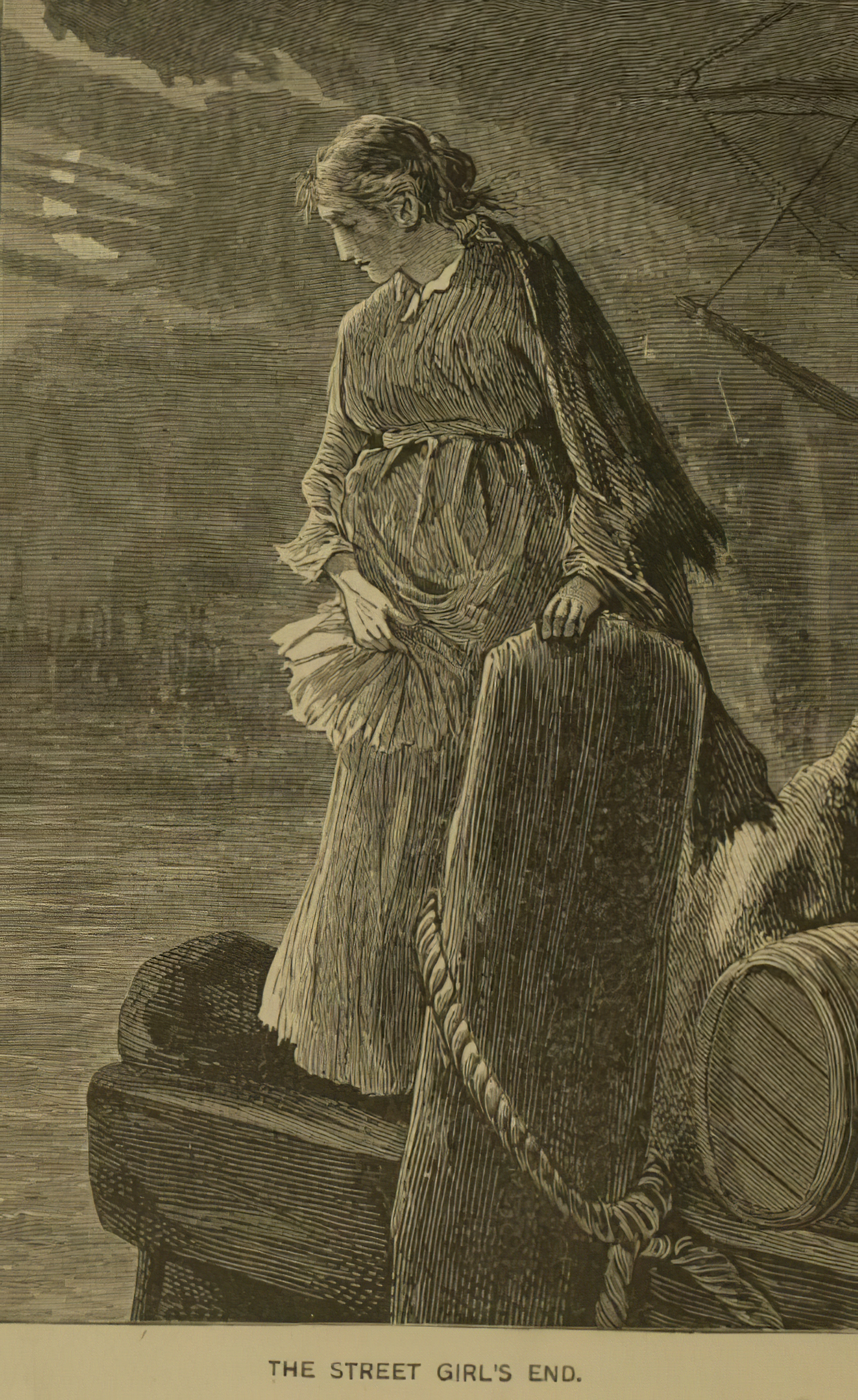

Самоубийство при помощи утопления — акт сознательного погружения себя в воду или другую жидкость с целью воспрепятствовать дыханию и лишить мозг доступа к кислороду. Вследствие естественной борьбы организма за свою жизнь попытки совершить самоубийство через утопление часто предусматривают использование тяжёлого объекта с целью преодоления рефлекса самосохранения. По мере повышения уровня углекислого газа в крови центральная нервная система заставляет дыхательные мышцы сокращаться, и самоубийца делает попытку совершить вдох, находясь в воде. Смерть обычно наступает, когда уровень кислорода в крови становится слишком низким для поддержания работы клеток головного мозга. Утопление является одним из наименее распространённых способов самоубийства: его процент составляет менее 2 % от всех зарегистрированных самоубийств в Соединённых Штатах.

## Удушение
Самоубийство при помощи удушения — это ограничение доступа кислорода, вызывающее гипоксию, а в конечном итоге асфиксию. Для этого может использоваться нахождение в замкнутом пространстве без кислорода или специальный пластиковый пакет, фиксирующийся на голове. Такие попытки могут включать использование депрессантов для достижения состояния обморока с целью исключить панику и рефлекторные попытки избежать асфиксии в состоянии гиперкапнии. Невозможно совершить самоубийство, просто задержав дыхание: когда уровень кислорода в крови становится слишком низким, мозг посылает сигнал, вызывающий рефлекторный вдох. Даже если человек способен преодолеть данный рефлекс, в момент потери сознания он перестанет контролировать дыхание, и нормальный ритм восстановится.
По этой причине более популярным является способ самоубийства путём вдыхания газа, нежели путём прекращения дыхания. Инертные газы, такие как: гелий, азот, аргон или токсичные газы, такие, как окись углерода (угарный газ) — широко используются для самоубийств от удушья благодаря их способности вызывать потерю сознания и приводить к смерти в течение нескольких минут.

## Прыжок с высоты
Прыжок с опасного места, например, из высокорасположенного окна, балкона или крыши, или со скалы, плотины или моста, в некоторых странах часто используется в качестве метода самоубийства. Во многих странах есть так называемые «мосты самоубийц» — широко известные места суицида, такие как Нанкинский мост через реку Янцзы (Китай) и мост Золотые Ворота (США). Другие известные места самоубийств для прыжков включают Эйфелеву башню (Франция) и Ниагарский водопад (Канада). Неудачные попытки в таких ситуациях могут иметь серьезные последствия, включая паралич, повреждение органов и переломы костей.
В Соединённых Штатах Америки прыжок с высоты является одним из наименее распространённых способов совершения суицида (менее 2 % от всех зарегистрированных самоубийств в 2005). Однако за 75-летний период до 2012 года на мосту Золотые Ворота произошло около 1400 самоубийств.
В Гонконге прыжок с высоты — один из самых распространённых способов совершения самоубийства, составляющий 52,1 % от всех зарегистрированных самоубийств в 2006 году при сопоставимых пропорциях в предыдущих годах. Центр исследования и профилактики суицида Гонконгского университета утверждает, что причиной этого может являться распространённость легкодоступных многоэтажных зданий в Гонконге.
Имеются несколько задокументированных попыток самоубийства путём совершения прыжков с парашютом людьми, которые с умыслом не раскрыли парашют (или сняли его в процессе свободного падения) и оставили предсмертные записки.

## Самоубийство с помощью огнестрельного оружия
Распространённым способом самоубийства является использование огнестрельного оружия. В мире распространённость самоубийств с использованием огнестрельного оружия колеблется в широких пределах, в зависимости от доступности огнестрельного оружия и его культурного восприятия. Применение огнестрельного оружия при самоубийстве колеблется от менее 10 % в Австралии до 50,5 % в США, где в настоящее время является наиболее распространённым способом самоубийства.

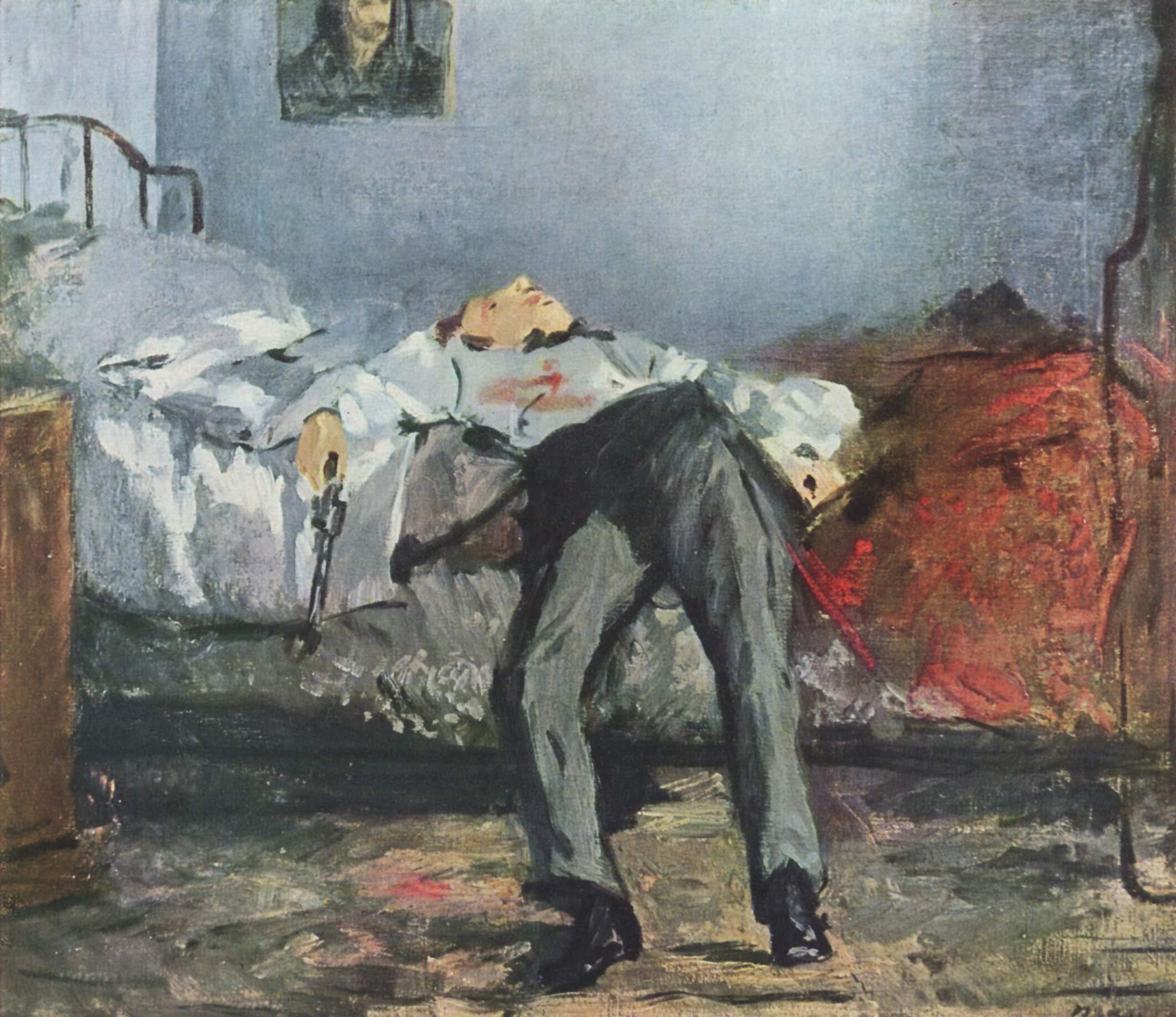
«Самоубийство»
(художник Эдуард Мане)

Неудачная попытка суицида может привести к хроническим болям, снижению умственной способности, двигательных функций, кровоизлиянию в мозг, проникновению осколков в черепную коробку, а также может спровоцировать пневмоцефалию и утечку спинномозговой жидкости. Нелетальный выстрел в височную кость может вызвать височный абсцесс, менингит, афазию, гемианопсию, гемиплегию, а также общие внутричерепные осложнения. 50 % людей, выживших после выстрела в височную кость, страдают от повреждения лицевого нерва, как правило, из-за его разрыва.
Исследование, опубликованное в «New England Journal of Medicine and the National Academy of Science», выявило связь между хранением огнестрельного оружия в домашнем хозяйстве и частотой самоубийств с его использованием, однако в исследовании Миллера Хеменве не найдено статистически значимой связи между домашним хранением огнестрельного оружия и самоубийством, за исключением случаев суицида детей 5-14 лет. В течение 1980-х и начала 1990-х годов наблюдалась выраженная тенденция подростковых самоубийств с использованием оружия, а также резкий всплеск количества суицидов, совершённых лицами 75 и более лет.
Два отдельных исследования, проведённых в Канаде и Австралии с более строгим ограничительным, относительно огнестрельного оружия, законодательством, показали, что в то время как количество самоубийств с использованием огнестрельного оружия снижается, использование других методов, таких, как повешение, увеличивается. В Австралии общее количество самоубийств продолжало повышаться, пока не были реализованы меры, направленные на обеспечение поддержки людей, выразивших намерение совершить самоубийство.
Исследования также показывают отсутствие взаимосвязи между законами о безопасном хранении находящегося в собственности огнестрельного оружия и частотными показателями самоубийств, совершённых с его помощью; кроме того, исследования, предпринимающие попытки связать факт владения огнестрельным оружием и вероятность совершить самоубийство с его помощью, часто не учитывают наличие огнестрельного оружия во владении других людей. Исследования показали, что законы безопасного хранения, судя по всему, не влияют на применение оружия для совершения самоубийства и на количество случайных инцидентов с летальным исходом.
Одной из разновидностей самоубийства с помощью огнестрельного оружия является провокация полицейских или представителей других силовых ведомств.

## Повешение

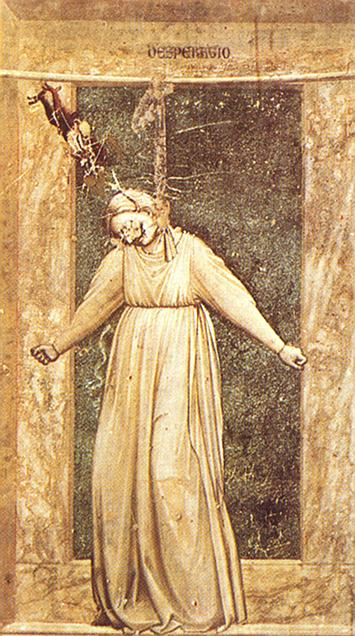
Самоубийство с помощью повешения

При суициде с помощью повешения жертва самоубийства использует продолговатый эластичный материал (веревку или шнур) для создания петли или затяжного узла вокруг шеи, закрепляя другой конец на прочном приспособлении. В зависимости от положения петли и других факторов, жертва суицида погибает от удушья или перелома шейного отдела позвоночника. В случае наступления смертельного исхода истинная причина обусловлена высотой падения, то есть расстоянием, которое жертва суицида преодолевает до натяжения веревки.
При «коротком падении» жертва суицида погибает от удушья, при этом смерть наступает от нехватки кислорода в головном мозге. С высокой вероятностью самоубийца испытает гипоксию, парестезию, головокружение, туннельное зрение, судороги, шок и острый респираторный ацидоз. Также одна или обе сонные артерии и/или яремные вены могут оказаться достаточно сдавленными для возникновения ишемии и состояния гипоксии головного мозга, что может в конечном итоге привести к смерти или послужить её причиной.
При типичном «длинном падении» самоубийца, вероятно, пострадает от одного или более переломов шейных позвонков, обычно между вторым и пятым шейным позвонком, что может привести к параличу или смерти. При достаточно больших преодолеваемых во время падения расстояниях самоубийство при помощи повешения может привести к обезглавливанию.
Повешение является преобладающим способом самоубийства в доиндустриальных обществах, а также в сельских местностях (по сравнению с городскими условиями). Кроме того, оно используется в условиях, препятствующих другим способам совершения суицида, например, в тюрьмах.

## Сдавливание шеи
Этот метод включает в себя затяжение шнура вокруг шеи с тем, чтобы добиться сдавления вен и артерий, нарушая мозговое кровообращение, что приводит к потере сознания и смерти. Подобная смерть возможна также при определённых видах захватов дзюдо, а также аутоэротическом удушении.

## Удар электрическим током
Этот способ самоубийства характеризуется использованием электрических приборов или электрических сетей. Жертва получает поражение электрическим током. Причиной смерти могут быть: первичный паралич сердца; первичный паралич дыхания; одновременный паралич сердца и дыхания; электрический шок (паралич мозга); тяжелые электроожоги.

## Удар транспортом

### Железнодорожный суицид

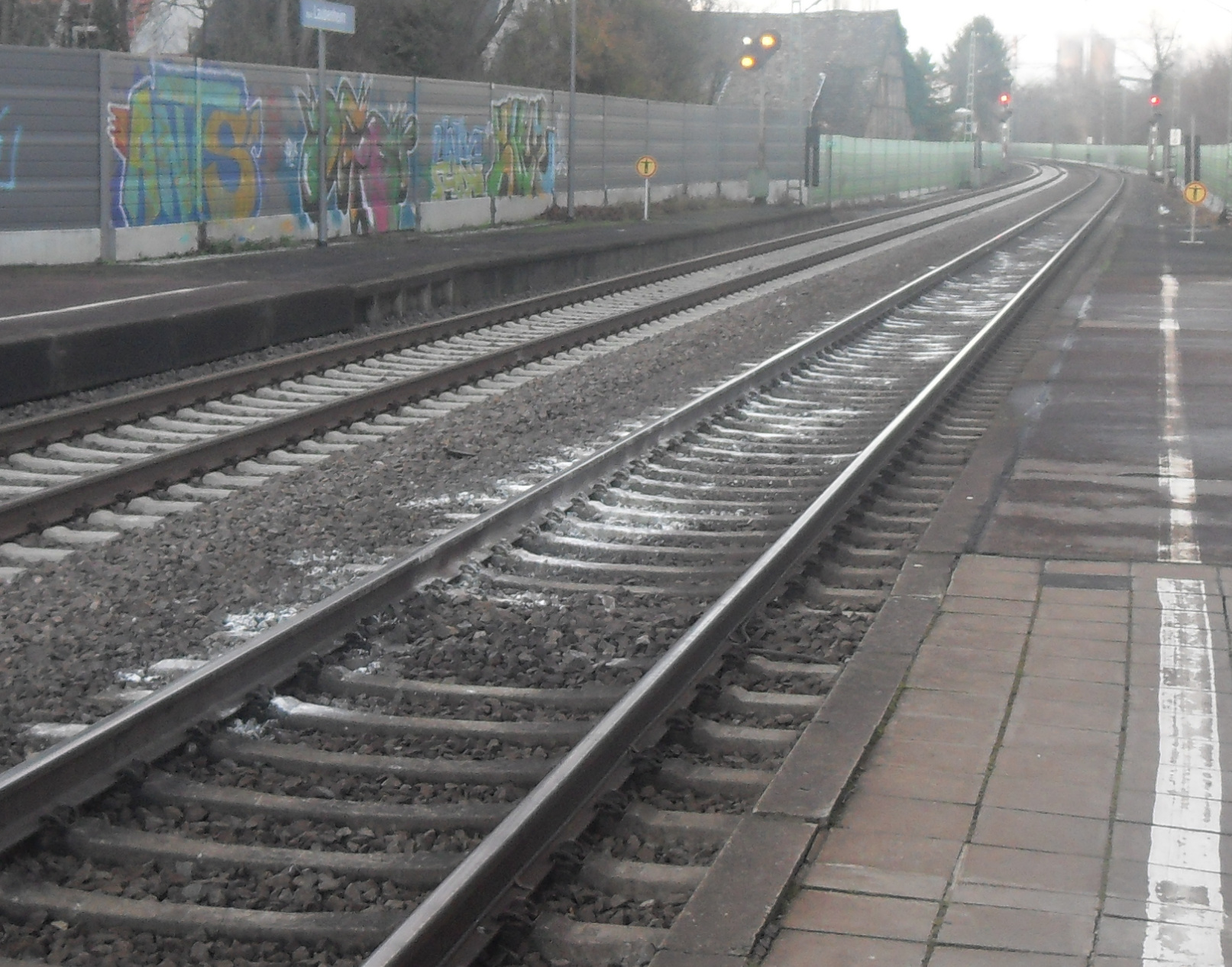
Известь на железнодорожном полотне после суицида в Майнц-Лаубенхайме

Самоубийство совершается при помощи нахождения на пути железнодорожного состава во время его приближения или при помощи нахождения внутри автотранспортного средства, расположенного там же. Суицид вследствие столкновения с поездом влечёт 90 % смертельных исходов, что делает его одним из самых эффективных способов совершения самоубийства. Неудачные попытки могут повлечь тяжёлые увечья: крупные переломы, ампутации, сотрясение мозга и тяжёлую умственную и физическую инвалидность.

#### Способ и время
В отличие от суицидов, совершающихся на линиях метрополитена, при суициде с помощью наземного железнодорожного транспорта жертва самоубийства часто просто ложится или становится на железнодорожные пути, ожидая прибытия поезда. Так как железнодорожные составы большей частью передвигаются на высоких скоростях (от 80 до 200 км/ч), машинист, как правило, не способен остановить поезд во избежание столкновения. Этот тип суицида может привести к психологической травме и посттравматическому стрессовому расстройству машиниста.

#### Европа
В Нидерландах не менее 10 % всех самоубийств являются железнодорожными самоубийствами. В Германии доля железнодорожных самоубийств составляет 7 %, что делает этот тип суицида наиболее представленным в общей статистике суицидов в Германии. Имея дело, в среднем, с тремя попытками самоубийства в день, Deutsche Bahn обеспечивает функционирование санатория для травмированных машинистов. В последние годы некоторые немецкие машинисты успешно получали компенсации от родителей или супругов самоубийц. В Швеции, с её слабонаселёнными районами с меньшей пропорцией популяции, проживающей в непосредственной близости от железнодорожных путей, 5 % всех самоубийств являются железнодорожными суицидами. В Бельгии почти 6 % самоубийств являются железнодорожными, при этом диспропорциальное их число наблюдается на голландскоязычной территории (10 % во Фламандском регионе). Большинство суицидов наблюдается на железнодорожных станциях или поблизости от них, что нетипично для самоубийств в других европейских странах. Семьи жертв суицида несут финансовую ответственность за экономические потери вследствие отменённых или задержанных рейсов и следственных издержек, а также издержек на извлечение трупа.

#### Япония
Прыжок под поезд — один из самых распространённых способов совершения самоубийства в Японии: на него приходится ≈2000 смертей в год, 6 % от общего числа самоубийств. Железнодорожные суициды рассматриваются как социальная проблема, особенно в таких крупных городах, как Токио и Нагоя, так как они мешают графику движения поездов, и если суицид совершается в течение утреннего часа пик, многие пассажиры опаздывают на работу.
Железнодорожные суициды в Японии — устойчивое явление, несмотря на широко распространенную практику невыплаты страховых компенсаций бенефициарам жертв железнодорожного суицида (выплаты обычно совершаются при большинстве других форм суицида). Суициды с участием скоростных поездов «Синкансэн» чрезвычайно редки, так как пути «Синкансэн» обычно недоступны для широкой публики (например, в результате нахождения на искусственном возвышении или наличия ограждения, обнесенного колючей проволокой), и законодательство предусматривает наложение дополнительных штрафов на семью самоубийцы и его ближайших родственников.

#### Северная Америка
Согласно Федеральной железнодорожной администрации, в США происходит от 300 до 500 железнодорожных суицидов в год.

### Метрополитен
Исследование 1999 года показывает, что попытка суицида посредством столкновения с поездом лондонского метрополитена влечет за собой смертность в 57 % случаев. Это ниже, чем смертность от самоубийств, связанных с наземным железнодорожным транспортом, которая равна 90 %. Скорее всего, это происходит потому что поезда, следующие по открытым путям, едут относительно быстро, в то время как поезда, прибывающие на станции метро, замедляются для остановки и посадки пассажиров.
Для того, чтобы сократить число попыток самоубийства в метро, используются различные методы: например, глубокие желоба безопасности вдвое сокращают вероятность смертельного исхода. Также на некоторых станциях используются разделительные стенки с раздвижными дверьми между путями и остановочной платформой, однако подобные конструкции имеют высокую стоимость.

### Автомобильный суицид
Некоторые автомобильные аварии являются результатом преднамеренных самоубийств. Особенно это относится к авариям, в которых участвует один водитель и одно транспортное средство, «из-за частоты его [автомобильного транспорта] использования, общепринятых опасностей вождения, а также того факта, что он предлагает индивиду возможность подвергнуть свою жизнь опасности или закончить её без сознательного противостояния своим суицидальным намерениям». Всегда существует риск того, что дорожно-транспортное происшествие повлияет на других участников дорожного движения, например, автомобиль, внезапно тормозящий или сворачивающий с целью избежания причинения вреда самоубийце, может столкнуться с чем-то ещё.
Реальный процент самоубийств при ДТП достоверно неизвестен; исследования позволяют сказать, что «процент дорожно-транспортных происшествий, имеющих суицидальную природу, варьируется от 1,6 % до 5 %». Некоторые самоубийства классифицируются как несчастные случаи, потому что самоубийство должно быть доказано; «стоит отметить, что даже в случае, если имеется серьёзное предположение о самоубийстве, но предсмертная записка не была найдена, случай классифицируется, как „авария“».
Некоторые исследователи считают, что самоубийства, которые классифицируются как обычные аварии, более распространены, чем считалось ранее. Масштабный опрос суицидально настроенных людей в Австралии показывает следующие числа: «Из тех, кто сообщил о планируемом суициде, 14,8 % (19,1 % мужчин и 11,8 % женщин) предпочитают транспортный суицид… 8,3 % (13,3 % от всех пытавшихся совершить самоубийство лиц мужского пола), ранее пытались осуществить самоубийство путём столкновения с использованием транспортного средства)».

### Авиация
В Соединённых Штатах 36 пилотов совершили самоубийство при помощи самолёта в 1983—2003 годах.

## Отравление
Суицид может быть совершён при помощи быстродействующих ядов, например цианида. Многие другие природные вещества обладают высокой токсичностью, включая красавку, клещевину и ятрофа куркас. Отравление ядовитыми растениями обычно протекает медленнее и относительно болезненно. Например, большинство жителей Джонстауна, в северо-западной Гайане, умерло, когда Джим Джонс, лидер религиозной секты, организовал массовое самоубийство путём употребления коктейля, содержащего цианид, седативные вещества и транквилизаторы в 1978 году.

### Пестициды

Доля самоубийств в результате отравления пестицидами

В мировом масштабе 30 % всех самоубийств — отравление пестицидами. Использование этого способа, тем не менее, колеблется в зависимости от региона, от 4 % в Европе до более 50 % в Тихоокеанском регионе. В США отравление пестицидами используется примерно в 12 случаях самоубийств в год.
Отравление сельскохозяйственными химическими веществами очень распространено среди женщин в китайской сельской местности, и оно считается значительной социальной проблемой. В Финляндии высоколетальный пестицид тиофос широко использовался при самоубийствах в 1950 годах. Когда доступ к химическим веществам был ограничен, отравление тиофосом было вытеснено другими способами совершения суицида, что заставило исследователей полагать, что наложение ограничений на определённые способы самоубийства не является эффективной мерой по уменьшению общего количества суицидов. Однако в Шри-Ланке количество самоубийств с помощью пестицидов и общее количество самоубийств снизилось после запрета пестицидов первого класса, а затем и эндосульфана.

### Передозировка медикаментами
Передозировка лекарством связана с приемом большой дозы препарата, превышающей безопасный уровень. Поскольку передозировка может привести к смертельному исходу, сознательные действия такого рода рассматриваются как способ самоубийства. В США на передозировку приходится около 60 % попыток самоубийства и 14 % смертей. Риск смерти при передозировке составляет, по разным данным, от 1,8 до 2 %. В США большинство смертей от передозировки связано с опиоидами.
Надежность этого метода во многом зависит от выбранных препаратов и дополнительных мер, таких, как использование противорвотных средств. В то же время группа помощи в самоубийстве «Dignitas» сообщает об отсутствии неудач среди 840 случаев суицида (100 % летальных исходов), при которых передозировка активного снотворного агента пентобарбитал осуществляется в комбинации с противорвотными препаратами.
Барбитураты (такие, как секобарбитал и пентобарбитал), долго использовавшиеся для суицида, становятся менее доступными. Голландское общество за право на смерть WOZZ предложило несколько безопасных альтернатив барбитуратам для эвтаназии.
Попытки передозировки болеутоляющими являются одними из наиболее распространенных в связи с легкой доступностью безрецептурных препаратов. Передозировка также может быть достигнута путём смешивания медикаментов в коктейле друг с другом, с алкоголем или c запрещенным наркотиком. Этот метод может внести неясность: случайной была смерть или намеренным самоубийством, особенно, когда алкоголь или другие вещества затрудняют анализ, а предсмертная записка отсутствует.
Передозировка часто является предпочтительным методом достойной смерти среди членов обществ, придерживающихся права на смерть. Опрос, проведенный среди членов общества за право на смерть «Exit International», показал, что 89 % предпочли бы принять таблетку, а не использовать мешок для самоубийства, генератор CO или «медленную эвтаназию».

### Окись углерода
Один из методов отравления включает в себя вдыхание высококонцентрированного угарного газа. Смерть обычно наступает от гипоксии. В большинстве случаев используется моноксид углерода, так как он легко доступен как результат неполного сгорания; например, он выделяется автомобильным транспортом и некоторыми видами печей. Неудачная попытка может привести к потере памяти и другим симптомам.
Моноксид углерода представляет собой бесцветный газ без вкуса и запаха, поэтому его присутствие не определяется обонянием или зрением. Его токсическое действие обусловлено образованием соединений с гемоглобином, что приводит к замещению молекулы кислорода и — постепенно — к кислородному голоданию, в конечном счете вызывая отказ в работе клеточного дыхания, а затем смерть. Моноксид углерода крайне опасен для свидетелей и людей, находящих труп жертвы суицида. В силу этого сторонники права на суицид — такие, как Филип Ничке — рекомендуют использование более безопасных вариантов, например азота, как в EXIT euthanasia device.
До появления законодательного контроля над чистотой воздуха и изобретения каталитических конвертеров суициды с использованием моноксида углерода часто совершались при помощи непрерывной работы автомобильного двигателя в закрытом помещении или при помощи шланга, соединяющего выхлопную трубу и закрытую кабину автомобиля. Выхлопные газы могли содержать вплоть до 25 % моноксида углерода, тогда как современные каталитические конвертеры устраняют более 99 % выработанного моноксида углерода. Дополнительная трудность заключается в том, что несгоревший бензин может сделать невыносимым вдыхание выхлопных газов задолго до того, как наступит потеря сознания.
В последнее время[когда?] возросло[где?] количество самоубийств с помощью сжигания угля (например, в процессе приготовления барбекю в закрытом помещении). Этот способ получил название «смерть путём хибати».

### Прочие отравляющие вещества
Суицид с использованием чистящих средств предусматривает смешение бытовых химических реагентов с целью выработки сероводорода или других отравляющих газов. Распространенность суицида при помощи газообразных веществ в домашних условиях снизилась с 1960 по 1980.
Некоторые животные, такие, как пауки, змеи и скорпионы, вырабатывают токсины, которые могут легко и быстро убить человека. Эти токсины могут быть использованы для совершения суицида. Согласно мифу, Клеопатра использовала змею для самоубийства, узнав о смерти Марка Антония.

## Преднамеренное заражение
Зафиксировано несколько случаев преднамеренного заражения себя смертельным заболеванием, таким, как СПИД, в качестве способа самоубийства.

## Самосожжение

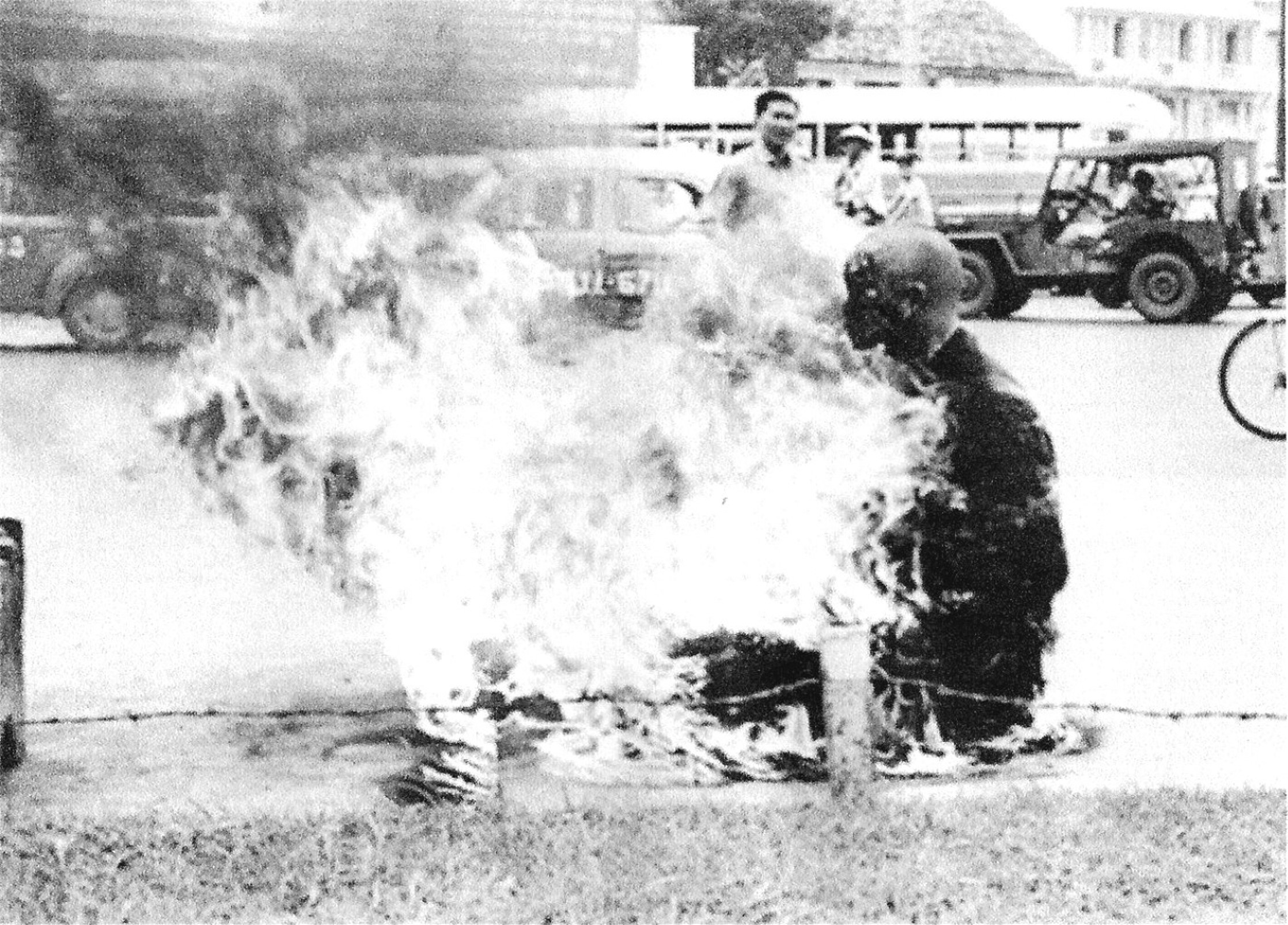
Самосожжение
(Вьетнам, 1963 год)

Самосожжение обычно означает форму самоубийства, при которой человек сжигает себя в огне. Оно использовалось в качестве протестной тактики. Наиболее известные случаи самосожжения принадлежат Тхить Куанг Дыку в 1963 в качестве протеста против антибуддистской и прокатолической политики правительства Южного Вьетнама, Малакай Ричеру в 2006 в качестве протеста против участия США в Иракской войне и Мохаммеду Буазизи в Тунисе, что спровоцировало начало Финиковой революции и Арабской весны.
В некоторых областях Индии самосожжение также проводилось в качестве ритуала, известного как сати, при котором вдова подлежала сожжению вместе с её покойным супругом, как добровольно, так и принудительно

### Вулкан
Суицид в вулкане подразумевает прыжок в расплавленную лаву, в кратер действующего вулкана, газовую трещину, лавовый поток или лавовое озеро. Причина смерти может быть результатом падения с высоты, возгорания при контакте с лавой, испепеляющего жара или асфиксии, вызванной вулканическими газами. По некоторым древним источникам, философ Эмпедокл прыгнул в вулкан Этна, пытаясь сделать так, чтобы люди считали, что он исчез с лица Земли, чтобы стать богом; однако этот план был сорван, когда вулкан выплюнул одну из его бронзовых сандалий. Современные самоубийства имели место в многочисленных вулканах, но самым известным считается Михара в Японии. В 1933 году Киёко Мацумото совершила суицид путём прыжка в кратер Михара. За этим последовала волна подражающих самоубийств, 944 человека прыгнуло в тот же кратер в течение года. Более 1200 человек пытались покончить жизнь самоубийством двумя годами позже, прежде чем был возведён барьер. Оригинальный барьер был заменён более высоким забором с колючей проволокой после того, как ещё 619 человек прыгнули в 1936 году.

## Ритуальный суицид
Ритуальный суицид проводится в соответствии с предусмотренным порядком проведения ритуального суицида, часто в качестве религиозной или культурной традиции.

### Сэппуку
Сэппуку (в разговорной речи «харакири», вспарывание живота) — японский ритуальный метод самоубийства, принятый в основном в средневековой Японии, хотя отдельные случаи фиксируются в современное время. Например, Юкио Мисима совершил сэппуку в 1970 после неудавшегося государственного переворота, целью которого было вернуть полную власть Императору Японии. В отличие от других методов самоубийства, сэппуку рассматривалось как способ сохранить честь и достоинство. Этот ритуал является частью бусидо, кодекса самурая.
В первоначальном варианте сэппуку, совершаемое индивидом, было крайне болезненным способом умереть. Одетый в церемониальные одеяния, с его ритуальным кинжалом, находящимся перед ним, и иногда сидя на предназначенном для этих целей куске ткани, воин готовился при помощи написания стиха смерти. Затем самурай распахивал своё кимоно, брал вакидзаси, японский боевой веер или танто и вспарывал с его помощью свою брюшную полость, сперва делая надрез слева направо, а затем немного вверх. По мере эволюции ритуала выбранный помощник (кайсякунин) стоял поблизости и, при движении кинжала вверх, аккуратным ударом обезглавливал совершающего сэппуку так, чтобы голова повисла на куске кожи. Упавшая на землю голова считалась позором в феодальной Японии. Акт сэппуку с течением времени стал настолько условным, что самураю требовалось только потянуться к кинжалу, чтобы его кайсякунин совершил обезглавливание.

### Самопринесение в жертву
Человеческое жертвоприношение было религиозным действом по всей Мезоамерике. В культуре Ацтеков и Майя самообезглавливание священников и правителей отображено в искусстве. Жертва обычно изображается удерживающей нож из обсидиана или топор около шеи.
Некоторые формы почитания Дурги в индуизме включают в себя преданного мужчину, предлагающего себя в ритуальную жертву через самостоятельное обезглавливание изогнутым мечом. Ритуал проводится с целью получения пользы от божества для третьего лица.

## Голодание
Нервную анорексию называют подсознательным методом самоубийства
Голодовка в конечном итоге может привести к смерти. Голод использовался индуистскими и джайнскими монахами как ритуальный метод покаяния (известный как Prayopavesa и Santhara, соответственно).
Этот метод смерти часто ассоциируется с политическими протестами, такими, как Ирландская голодовка республиканских военизированных заключённых в 1981 году, требовавших статус военнопленных, десятеро из которых умерли. Исследователь Тур Хейердал отказался от еды и приёма лекарств в последний месяц его жизни после того, как у него был диагностирован рак.

## Обезвоживание
Смерть от обезвоживания наступает в течение периода от нескольких дней до нескольких недель. Это означает, что, в отличие от других способов самоубийства, оно не может быть совершено импульсивно. Люди, умирающие от смертельной стадии обезвоживания, нередко теряют сознание перед смертью, а также могут страдать от делирия и нарушенной концентрации сывороточного натрия. Прекращение восполнения потери жидкости не приводит к подлинной жажде, хотя ощущение жара и сухости во рту иногда называется «жаждой». Имеются в наличии многочисленные свидетельства, что неприятные ощущения во рту не ослабляются внутривенным введением жидкости, но смягчаются смачиванием губ и языка, а также уходом за полостью рта. Из-за повышенного количества жидкости в их организме отечным больным требуется более длительное время, чтобы умереть от обезвоживания.
Смертельное обезвоживание было описано как имеющее весомые преимущества над самоубийством с помощью врача в отношении самостоятельности, доступности, профессиональной этики и социальных последствий. В частности, пациент имеет право отказаться от лечения и ухода, и насильственный приём жидкости расценивается как физическое насилие, в отличие от отказа врача обеспечить введение смертельной дозы медикаментов. Тем не менее, этот способ имеет недостатки в качестве средства добиться добровольной смерти. Один опрос медсестер в хосписах выявил, что почти вдвое большее количество медсестер ухаживало за пациентами, выбравшими добровольный отказ от пищи и воды, чем за пациентами, выбравшими эвтаназию. Кроме того, они посчитали голодание и отказ от воды менее болезненными и более спокойными, чем суицид с помощью медицинского работника. Другие источники, напротив, отмечают мучительные побочные эффекты обезвоживания, в частности, припадки, потрескавшуюся кожу и кровотечение, слепоту, тошноту, рвоту, спазмы и сильные головные боли. Существует тонкая грань между паллиативным воздействием седативными средствами, приводящим к смерти от обезвоживания, и эвтаназией.